# Nam Ossetia
Nam Ossetia, quốc hiệu là Cộng hòa Nam Ossetia hoặc Nhà nước Alania, là một quốc gia được công nhận hạn chế ở Nam Kavkaz, nguyên là tỉnh tự trị Ossetia thuộc Cộng hòa Xã hội chủ nghĩa Xô viết Gruzia, một phần lãnh thổ này đã độc lập trên thực tế khỏi Gruzia kể từ khi lãnh thổ này tuyên bố độc lập thành Cộng hòa Nam Ossetia trong cuộc xung đột Gruzia-Ossetia đầu thập niên 1990. Chính phủ Gruzia phản ứng lại bằng cách bãi bỏ quyền tự trị của Nam Ossetia và cố gắng chiếm lại khu vực bằng vũ lực, điều này đã dẫn đến chiến tranh Nam Ossetia 1991-1992. Có thêm hai cuộc xung đột để cố gắng chiếm lại Nam Ossetia năm 2004 và 2008. Cuộc xung đột cuối cùng đã dẫn đến chiến tranh Nam Ossetia 2008, kết quả là Nga công nhận độc lập cho Nam Ossetia và Abkhazia.

Về mặt ngoại giao, cùng với Nga có Venezuela, Nicaragua, và Nauru công nhận, còn 189 trong tổng số 193 quốc gia thành viên của Liên Hợp Quốc không chính thức công nhận. Gruzia vẫn giữ quyền kiểm soát với các khu vực phía đông và phía nam của vùng này, nơi mà vào tháng 4 năm 2007, họ đã lập ra một Cơ quan hành chính lâm thời thực thể Nam Ossetia đứng đầu bởi người Ossetia (các thành viên cũ của chính phủ ly khai) có thể đàm phán với các chính quyền trung ương Gruzia về tình trạng cuối cùng của vùng cũng như giải pháp cho cuộc xung đột.

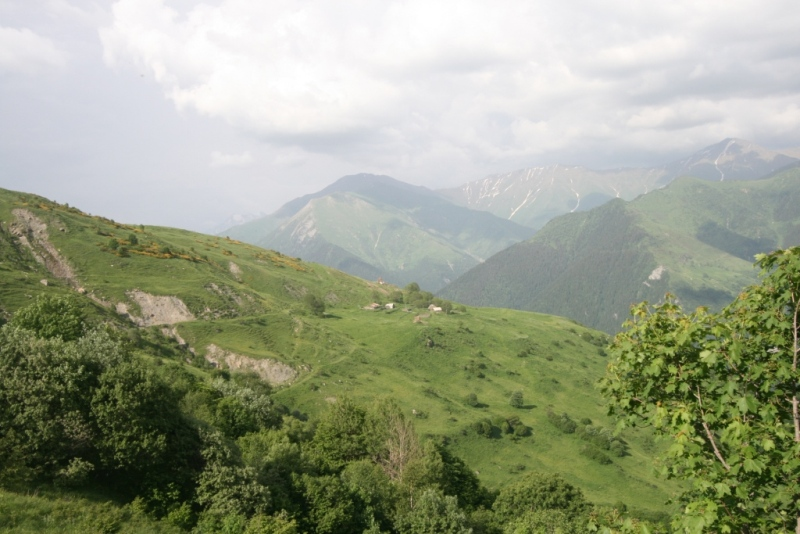
Kusdzhytae, Nam Ossetia

Gruzia không công nhận sự tồn tại của Nam Ossetia như một thực thể chính trị, mà xem như là lãnh thổ của mình, một phần của khu vực Shida Kartli.

## Lịch sử

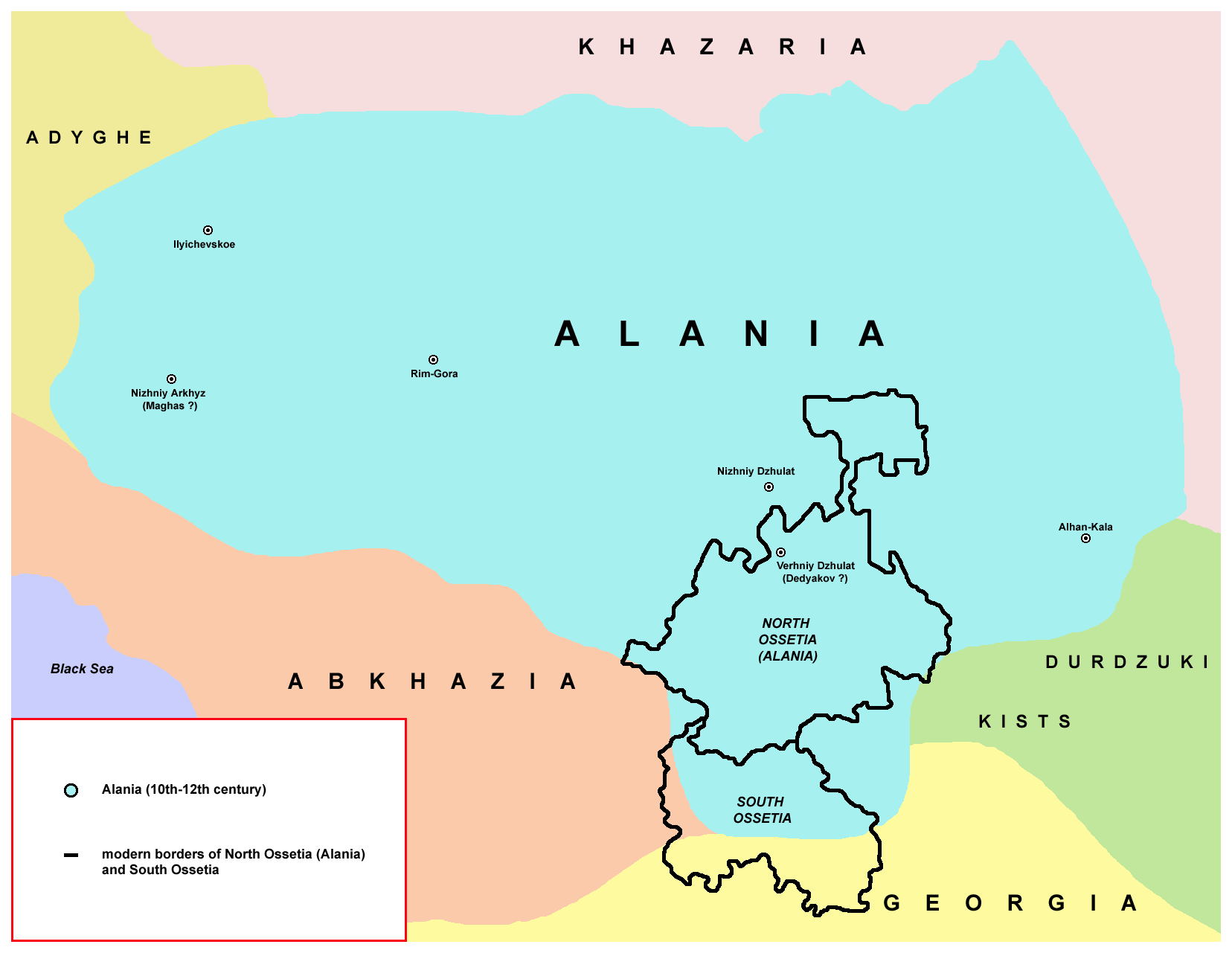

### Trung cổ và tiền hiện đại
Người Ossetia ban đầu là hậu duệ của Alans, một nhóm bộ tộc Sarmatia. Họ đã trở thành tín đồ Thiên chúa giáo thời đầu Trung Cổ dưới những ảnh hưởng của Gruzia và Đế quốc Đông La Mã. Trong thời kỳ cai trị của Mông Cổ, họ bị đẩy khỏi quê hương và phải di cư về phía nam sông Đông tại vùng ngày nay thuộc nước Nga và một phần phải di cư về phía vùng đồi núi Kavkaz, tới Gruzia nơi họ lập lên ba thực thể lãnh thổ riêng biệt. Digor ở phía tây rơi vào vùng ảnh hưởng của người Kabard láng giềng, và theo Đạo Hồi. Tualläg ở phía nam ngày nay trở thành Nam Ossetia, một phần của công quốc lịch sử Samachablo thuộc Gruzia nơi người Ossetia lánh lạn trước quân xâm lược Mông Cổ. Iron ở phía bắc ngày nay trở thành Bắc Ossetia, dưới quyền cai quản của Nga từ năm 1767. Đa số người dân Ossetia hiện là tín đồ Thiên chúa giáo (xấp xỉ 61%); cũng có một thiểu số khá đông người Hồi giáo.

### Nam Ossetia thời Đế quốc Nga và Liên bang Xô viết
Nam Ossetia ngày nay đã bị Nga sáp nhập năm 1801, cùng với Gruzia, và trở thành một phần của Đế quốc Nga. Sau cuộc Cách mạng tháng 10, Nam Ossetia trở thành một phần của nước Cộng hòa Dân chủ Gruzia Menshevik, trong khi miền bắc thành một phần của nước Cộng hòa Xô viết Terek. Vùng này đã trải qua một loạt các cuộc nổi dậy Ossetia với nhiều lần tuyên bố độc lập. Chính phủ Gruzia đã buộc tội người dân Ossetia hợp tác với những người Bolshevik. Theo các nguồn tin của Ossetia khoảng 5.000 người Ossetia đã bị giết hại và hơn 13.000 người sau đó đã chết vì đói khát và bệnh dịch.
Chính phủ Xô viết Gruzia đã được thành lập bởi Tập đoàn quân số 11 của hồng quân năm 1921 lập ra Vùng tự trị Nam Ossetia (cấp độ tương đương như quận) vào tháng 4 năm 1922. Dù người Ossetia có ngôn ngữ riêng của mình (tiếng Ossetia), tiếng Nga và tiếng Gruzia là các ngôn ngữ hành chính/nhà nước. Dưới sự cai trị của chính phủ Gruzia thời Xô viết, vùng này có được khá nhiều quyền tự trị gồm cả việc sử dụng và giảng dạy bằng tiếng Ossetia tại các trường học.

### Xung đột Gruzia-Ossetia

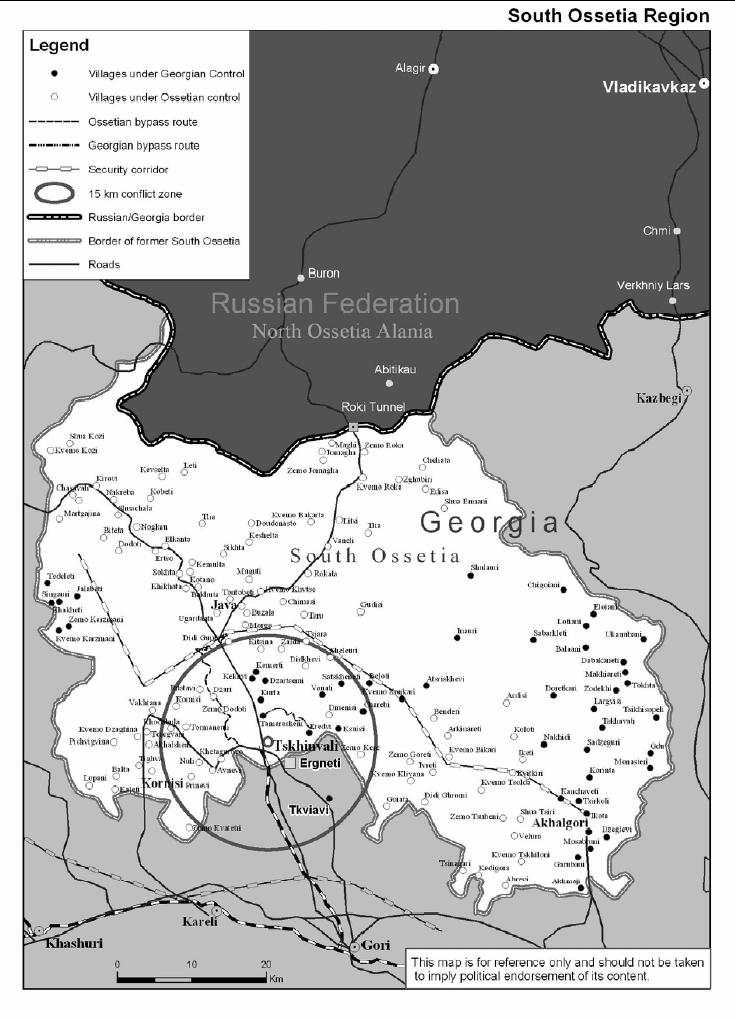
Bản đồ chi tiết Nam Ossetia

#### 1989-2008
Những căng thẳng trong vùng đã bắt đầu nảy sinh trong bối cảnh sự trỗi dậy của chủ nghĩa quốc gia ở cả người Gruzia và người Ossetia năm 1989. Trước đó, hai cộng đồng của Vùng tự trị Nam Ossetia của nước Cộng hòa Xã hội chủ nghĩa Gruzia đã chung sống hòa bình với nhau ngoại trừ trong các sự kiện 1918-1920. Cả hai sắc tộc đều đã có sự tương tác cũng như hôn nhân với nhau ở mực độ cao.
Mặt trận Nhân dân Nam Ossetia (Ademon Nykhas) có nhiều ảnh hưởng được thành lập năm 1988. Ngày 10 tháng 11 năm 1989, hội đồng vùng Ossetia yêu cầu Xô viết Tối cao Gruzia cho vùng này được nâng cập thành "nước cộng hòa tự trị". Năm 1989 Xô viết Tối cao Gruzia đã xóa bỏ tiếng Gruzia với tư cách ngôn ngữ chủ yếu trên khắp quốc gia.
Xô viết Tối cao Gruzia đã thông qua một luật ngăn cấm các đảng khu vực vào mùa hè năm 1990. Hành động này bị người Ossetia coi là một động thái chống lại Ademon Nykhas và khiến người dân Ossetia tuyên bố thành lập Cộng hòa Dân chủ Xô viết, với đầy đủ chủ quyền bên trong Liên bang các nước Cộng hòa Xã hội chủ nghĩa Xô viết. Người dân Ossetia đã tẩy chay cuộc bầu cử nghị viện Gruzia sau đó và tổ chức cuộc bầu cử của riêng mình vào tháng 12. Chính phủ Gruzia dưới sự lãnh đạo của Zviad Gamsakhurdia đã tuyên bố cuộc bầu cử này là bất hợp pháp và xóa bỏ vị thế tự trị của nó vào ngày 11 tháng 12 năm 1990.
Xung đột vũ trang bùng phát hồi cuối năm 1991 trong đó nhiều làng mạc Nam Ossetia đã bị tấn công và đốt phá tương tự như nhiều ngôi nhà và trường học của người Gruzia tại Tskhinvali, thủ đô của Nam Ossetia. Hậu quả, xấp xỉ 1.000 người chết và khoảng 100.000 người Ossetia đã phải bỏ chạy khỏi lãnh thổ Gruzia, đa số qua biên giới vào Bắc Ossetia. Khoảng 23.000 người Gruzia khác cũng đã phải rời bỏ Nam Ossetia và định cư tại những khu vực khác ở Gruzia. Nhiều người dân Nam Ossetia đã tái định cư tại những vùng không có người sinh sống ở Bắc Ossetia nơi người Ingush đã bị Stalin trục xuất năm 1944, dẫn tới những cuộc xung đột giữa người Ossetia và người Ingush về quyền sinh sống tại lãnh thổ cũ của người Ingush.

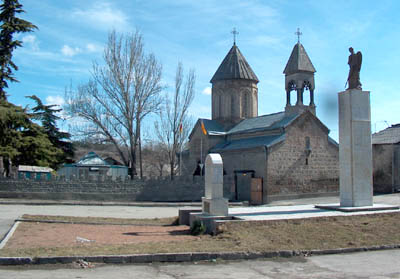
Tượng đài cho những nạn nhân của cuộc xung đột Gruzia-Ossetia tại Tskhinvali

Phần phía tây Nam Ossetia đã bị ảnh hưởng bởi trận động đất Racha-Java năm 1991, làm thiệt mạng 200 người và khiến 300 gia đình mất nhà ở.
Khi Liên bang Xô viết giải tán, chính phủ Hoa Kỳ công nhận các biên giới thời trước Hiệp ước Molotov-Ribbentrop năm 1933 của nước này (chính phủ Franklin D. Roosevelt đã thiết lập các quan hệ ngoại giao với Kremlin ở thời điểm cuối năm đó). Vì điều này, chính quyền George H. W. Bush công khai ủng hộ sự ly khai của các nước vùng Baltic, nhưng coi các vấn đề liên quan tới các cuộc xung đột giành độc lập và lãnh thổ của Gruzia, Armenia, Azerbaijan và phần còn lại của Transcaucasus — là phần không thể tách rời của Liên bang Xô viết với các biên giới quốc tế không hề thay đổi từ thập niên 1920 — là vấn đề nội bộ của Liên Xô.
Năm 1992, Gruzia bị buộc phải chấp nhận ngừng bắn để tránh sự leo thang xung đột với Nga. Chính phủ Gruzia và những người ly khai Nam Ossetia đã đạt được một thỏa thuận ngừng sử dụng vũ lực chống lẫn nhau, và Gruzia cam kết không sử dụng các biện pháp trừng phạt chống Nam Ossetia. Tuy nhiên, chính phủ Gruzia vẫn giữ quyền kiểm soát với những phần nhỏ bên trong Nam Ossetia, gồm cả thị trấn Akhalgori. Một lực lượng gìn giữ hòa bình gồm người Ossetia, người Nga và người Gruzia được thành lập. Ngày 6 tháng 11 năm 1992, Tổ chức An ninh và Hợp tác châu Âu (OSCE) thành lập một phái bộ ở Gruzia để giám sát chiến dịch gìn giữ hòa bình. Từ đó, cho tới giữa năm 2004 Nam Ossetia nói chung ở trong cảnh hòa bình. Vào tháng 6 năm 2004, căng thẳng bắt đầu tăng lên khi chính quyền Gruzia tăng cường các nỗ lực chống lại nạn buôn lậu trong vùng. Những vụ bắt cóc con tin, bắn giết và thỉnh thoảng cả đánh bom đã khiến hàng chục người thiệt mạng và bị thương. Một thỏa thuận ngừng bắn được ký ngày 13 tháng 8 dù nó liên tục bị vi phạm. Tình hình trở nên rất căng thẳng với mối đe dọa chiến tranh. Moskva và Tskhinvali tỏ ra thận trọng trước những hành động tăng cường binh lực của Gruzia.

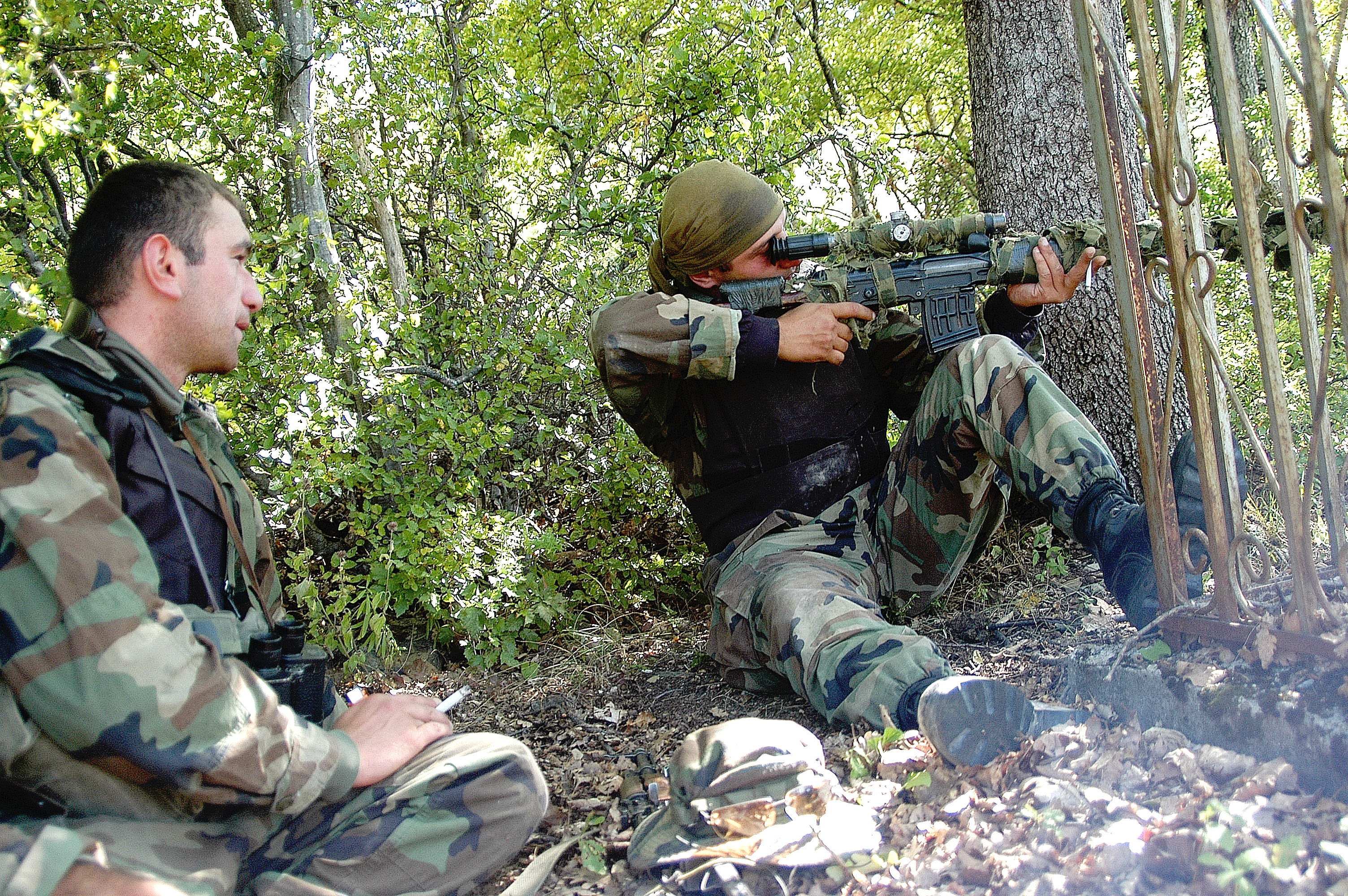
Lính bắn tỉa Gruzia ở Nam Ossetia

Chính phủ Gruzia phản đối sự liên tục tăng cường hiện diện về kinh tế và chính trị của Nga trong vùng và phản đối quân đội không bị kiểm soát của phía Nam Ossetia. Nước này cũng coi lực lượng gìn giữ hòa bình là không trung lập và yêu cầu thay thế. Lời chỉ trích này đã được một số người ủng hộ, như Richard Lugar, tuy nhiên vào ngày 5 tháng 10 năm 2006, Javier Solana, Cao ủy về Đối ngoại và Chính sách An ninh của Liên minh châu Âu, đã bác bỏ khả năng thay thế binh lính gìn giữ hòa bình Nga bằng lực lượng của Liên minh châu Âu. Phái viên của Liên minh châu Âu về Nam Kavkaz Peter Semneby sau đó đã nói rằng "các hành động của Nga trong cuộc tranh cãi gián điệp Gruzia đã gây phương hại tới lòng tin cũng như tính trung lập của lực lượng gìn giữ hòa bình Nga ở các nước láng giềng vùng Biển Đen."

#### Chiến tranh 2008
Trong những giờ đầu tiên ngày 8 tháng 8 năm 2008, quân đội Gruzia với xe bọc thép đã tổng tấn công vào vùng lãnh thổ Nam Ossetia và pháo kích vào Tskhinvali. AFP, dẫn lời một người phát ngôn Bộ Nội vụ Gruzia, nói rằng ba chiếc Sukhoi Su-24 của Nga đã xâm phạm không phận Gruzia, tấn công một số mục tiêu trong vùng Tskhinvali. Cùng ngày hôm đó, mười hai lính gìn giữ hòa bình Nga bị thiệt mạng và gần 150 người bị thương.
Thủ tướng Nga Vladimir Vladimirovich Putin nói rằng Chính phủ Nga "lên án những hành động tấn công của quân đội Gruzia ở Nam Ossetia" và rằng Nga sẽ đáp trả. Đã có thông báo về những trận đánh lớn tại Tskhinvali trong hầu hết ngày 8 tháng 8, các lực lượng Gruzia tìm cách đẩy lùi người Ossetia khỏi thành phố.
Trong lúc ấy, xe tăng Nga vượt qua biên giới để "giúp người Nam Ossetia", và đã được thông báo là đang tuần tra trên khắp Tskhinvali.

## Vị thế chính trị
Liên hiệp quốc, Liên minh châu Âu, Tổ chức An ninh và Hợp tác châu Âu (OSCE), Hội đồng Liên minh châu Âu, Tổ chức Hiệp ước Bắc Đại Tây Dương (NATO) và tất cả các quốc gia khác trên thế giới công nhận Nam Ossetia là một phần lãnh thổ Gruzia. Tuy nhiên, trên thực tế nước cộng hòa độc lập này, được cai quản bởi một chính phủ ly khai, đã tổ chức một cuộc trưng cầu dân ý về độc lập vào ngày 12 tháng 11 năm 2006, sau cuộc trưng cầu dân ý đầu tiên vào năm 1992 không được cộng đồng quốc tế coi là hợp pháp. Theo cơ quan bầu cử của Tskhinvali, cuộc trưng cầu dân ý kết thúc với đa số người đồng ý giành độc lập từ Gruzia với 99% người dân Nam Ossetian ủng hộ trong số 95% người đi bầu và cuộc trưng cầu này đã được giám sát bởi một đội 34 quan sát viên từ Đức, Áo, Ba Lan, Thụy Điển và các quốc gia khác tại 78 điểm bầu cử. Tuy nhiên, cuộc trưng cầu này không được Liên hiệp quốc, Liên minh châu Âu, OSCE, NATO và Liên bang Nga công nhận, vì thiếu sự tham gia của cộng đồng người Gruzia và cũng không được chính phủ tại Tbilisi công nhận. Liên minh châu Âu, OSCE và NATO lên án cuộc trưng cầu dân ý. Song song với cuộc trưng cầu này, những người ly khai cũng tổ chức một cuộc bầu cử, phong trào đối lập Ossetia (Liên minh Bảo vệ Nam Ossetia) tại Kokoity, tự tổ chức cuộc bầu cử của riêng mình, trong đó cả người Gruzia và một số người Ossetia trong vùng ủng hộ Dmitri Sanakoev lên làm tổng thống Nam Ossetia. Cuộc bầu cử ủng hộ Sanakoev được tuyên bố là có sự ủng hộ hoàn toàn của sắc tộc Gruzia. Năm 2007, Dmitri Sanakoev trở thành lãnh đạo của Cơ quan quản lý lâm thời Nam Ossetia.
Ngày 13 tháng 7 năm 2007, Gruzia lập ra một ủy ban nhà nước, đứng đầu là Thủ tướng Zurab Noghaideli, để phát triển vị thế tự trị của Nam Ossetia bên trong nhà nước Gruzia. Theo các quan chức Gruzia, vị thế chính trị sẽ được đặt ra bên trong khuôn khổ "một cuộc đối thoại tất cả các bên" với tất cả các lực lượng và cộng đồng bên trong xã hội Ossetia.
Ngày 7 tháng 8 năm 2008, Quân đội Gruzia và lực lượng ly khai Nam Ossetia đạt được thỏa thuận ngừng bắn và đồng ý đàm phán với sự trung gian của Nga, nhằm chấm dứt xung đột kéo dài lâu nay. Nhưng chỉ vài giờ sau, quân đội Gruzia bất ngờ tấn công Nam Ossetia bằng bộ binh, pháo hạng nặng và cả không quân nhằm tái chiếm vùng đất này.
Ngày 8 tháng 8 năm 2008, cùng thời điểm Thế vận hội mùa hè 2008 chính thức bắt đầu, chiến tranh diễn ra giữa các lực lượng Gruzia và các lực lượng ly khai Nam Ossetia. Bộ trưởng Ngoại giao Nga đã nói rằng hơn 1500 thường dân và 15 lính gìn giữ hòa bình Nga đã bị giết hại kể từ khi cuộc xung đột bắt đầu.

## Chính trị
Cộng hòa Nam Ossetia là sự pha trộn của những thị trấn và làng mạc nơi sinh sống của người Gruzia và người Ossetia. Thành phố thủ đô Tskhinvali với đa số dân là người Ossetia cùng các cộng đồng người Ossetia khác do chính phủ ly khai quản lý, trong khi các làng và thị trấn của người Gruzia do chính phủ Gruzia quản lý. Sự gần gũi và tương tác giữa hai cộng đồng đã khiến cuộc xung đột ở Nam Ossetia trở nên đặc biệt nguy hiểm, bởi bất kỳ nỗ lực nào nhằm thanh lọc sắc tộc đều có thể dẫn tới một cuộc di dân ở quy mô lớn.
Tranh cãi chính trị vẫn chưa được giải quyết và chính quyền ly khai Nam Ossetia vẫn cai quản vùng này với sự độc lập thực sự khỏi Tbilisi. Dù những cuộc đàm phán đã được tổ chức định kỳ giữa hai phía, ít có tiến bộ đạt được dưới thời chính phủ Eduard Shevardnadze (1993–2003). Người kế nhiệm ông ta Mikheil Saakashvili (được bầu năm 2004) đã coi việc đòi lại Nam Osseatia là nhiệm vụ chính trị ưu tiên. Sau thành công chấm dứt nền độc lập trên thực tế của tỉnh phía tây Ajaria vào tháng 5 năm 2004, ông đã hứa thực hiện điều tương tự với Nam Ossetia. Sau những cuộc xung đột năm 2004, chính phủ Gruzia đã tăng cường nỗ lực nhằm thu hút sự chú ý của cộng đồng quốc tế với vấn đề. Ngày 25 tháng 1 năm 2005, Tổng thống Saakashvili đã đệ trình một đề xuất của Gruzia nhằm giải quyết vấn đề Nam Ossetian ra trước kỳ họp của Ủy ban Nghị viện châu Âu (PACE) ở Strasbourg. Cuối tháng 10, Chính phủ Mỹ và OSCE bày tỏ sự ủng hộ với kế hoạch hành động của Gruzia được Thủ tướng Zurab Noghaideli đệ trình tại Ủy ban Thường trực OSCE ở Viên ngày 27 tháng 10 năm 2005. Ngày 6 tháng 10, Ủy ban Bộ trưởng OSCE tại Ljubljana thông qua một nghị quyết ủng hộ kế hoạch hòa bình của Gruzia  nghị quyết này đã bị chính quyền Nam Ossetia bác bỏ.

### Cộng hòa Nam Ossetia
Ngày 11 tháng 9 năm 2006, Ủy ban Thông tin và Báo chí Nam Ossetia thông báo rằng nước cộng hòa này sẽ tổ chức một cuộc trưng cầu dân ý về độc lập (cuộc trưng cầu dân ý đầu tiên vào năm 1992 đã không được cộng đồng quốc tế coi là hợp pháp) vào ngày 12 tháng 11 năm 2006. Các cử tri sẽ quyết định việc Nam Ossetia "sẽ duy trì tình trạng hiện tại hay trở thành một nhà nước độc lập". Gruzia lên án hành động này như một "điều ngớ ngẩn chính trị". Tuy nhiên, ngày 13 tháng 9 năm 2006, Tổng thư ký Hội đồng châu Âu (CoE) Terry Davis đã bình luận về vấn đề, nói rằng có lẽ không ai sẽ chấp nhận các kết của cuộc trưng cầu dân ý này và hối thúc chính phủ Nam Ossetia tham gia các cuộc đàm phán với Gruzia. Ngày 13 tháng 9 năm 2006 Đại diện Đặc biệt của Liên minh châu Âu tại Nam Caucasus, Peter Semneby, khi viếng thăm Moskva, đã nói: "Các kết quả của cuộc trưng cầu dân ý về độc lập tại Nam Ossetia sẽ không có ý nghĩa với Cộng đồng châu Âu". Peter Semneby cũng thêm rằng cuộc trưng cầu dân ý này sẽ không góp phần giải quyết cuộc xung đột ở Nam Ossetia.
Người dân Nam Ossetia nhất trí trong cuộc trưng cầu dân ý ngày 12 tháng 11 năm 2006 lựa chọn độc lập khỏi Gruzia. Cuộc trưng cầu dân ý có tỷ lệ cử tri tham gia rất đông, với 98 và 99 phần trăm phiếu thuận, những buổi lễ với cờ hoa được tổ chức trên khắp Nam Ossetia, nhưng các quan sát viên thì không phấn khích như vậy. Những lời chỉ trích từ cộng đồng quốc tế cho rằng hành động này sẽ làm tồi tệ hơn những căng thẳng, và chính phủ Tblisi hoàn toàn bác bỏ các kết quả.

### Cơ quan hành chính lâm thời thực thể Nam Ossetia
Tổ chức Nhân dân Nam Ossetia vì hòa bình được thành lập tháng 10 năm 2006 bởi những người Ossetia lên tiếng chỉ trích mạnh mẽ và đặt ra nguy cơ đối lập nghiêm trọng cho chính quyền ly khai của Eduard Kokoity.
Nhóm này được lãnh đạo bởi cựu bộ trưởng quốc phòng và khi ấy đang giữ chức thủ tướng chính phủ ly khai Dmitri Sanakoev đã tổ chức cái gọi là cuộc bầu cử thay thế, ngày 12 tháng 11 năm 2006 song song với cuộc bầu cử do chính quyền ly khai tại Tskhinvali tổ chức. Hội đồng bầu cử cũng đã đưa ra một kết quả rất cao, với ước tính hơn 42.000 cử tri cả người Ossetia (quận Java và Tskhinvali) và người Gruzia (Eredvi, Tamarasheni, vân vân) trong các cộng đồng Nam Ossetia và Sanakoev được thông báo đã nhận được 96% phiếu bầu. Một cuộc trưng cầu dân ý khác cũng đã được tổ chức ngay sau khi một yêu cầu khởi động các cuộc đàm phán với Gruzia về một thỏa thuận liên bang cho Nam Ossetia nhận được 94% phiếu ủng hộ. Tuy nhiên Liên minh Bảo vệ Nam Ossetia đã bác bỏ một yêu cầu từ một tổ chức phi chính phủ của Gruzia, "Gruzia Đa quốc gia", để giám sát cuộc trưng cầu này và những kết quả được đưa ra dường như đã bị thổi phồng.
Theo Nhóm Khủng hoảng Quốc tế, "Những hành động của chính phủ Gruzia là phi bạo lực và có chiều hướng phát triển nhưng việc áp dụng chúng chỉ là đơn phương và võ đoán tới mức chúng chỉ làm tăng thêm căng thẳng và nguy hiểm trong vùng".
Ban đầu thực thể của Sanakoev được gọi là "Chính phủ thay thế Nam Ossetia", nhưng trong năm 2007 chính quyền trung ương Gruzia đã quyết định trao quy chế chính thức cho nó và vào ngày 13 tháng 4 việc thành lập "Cơ quan hành chính lâm thời Nam Ossetia" được thông báo. Ngày 10 tháng 5 năm 2007 Dmitry Sanakoev được chỉ định đứng đầu thực thể hành chính lâm thời ở Nam Ossetia.
Một đội tìm kiếm sự thực của Liên minh châu Âu đã tới thăm vùng này vào tháng 1 năm 2007. Per Eklund, Lãnh đạo Phái đoàn Cao ủy châu Âu tại Gruzia đã nói rằng "Không một chính phủ nào [ở Nam Ossetia] được chúng tôi coi là hợp pháp" 

## Địa lý
Nam Ossetia bao phủ khoảng 3.900 km² ở phần phía nam Kavkaz, bị chia cắt bởi những dãy núi với vùng Bắc Ossetia (một phần của Nga) đông đúc dân cư và trải dài về phía nam đến tận cong sông Mtkvari bên trong Gruzia. Vùng này đặc biệt nhiều núi non, đa số diện tích nằm ở độ cao 1.000 m (3.300 ft) trên mực nước biển. Kinh tế chủ yếu là nông nghiệp, dù chưa tới 10% đất đai Nam Ossetia có thể canh tác. Ngũ cốc, hoa quả, rượu là các sản phẩm chủ yếu. Công nghiệp rừng và gia súc cũng tồn tại, đặc biệt xung quanh thủ đô Tskhinvali.

## Nhân khẩu
Trước cuộc xung đột Gruzia-Ossetia khoảng hai phần ba dân số Nam Ossetia là người Ossetia và 25-30% là người Gruzia. Thành phần dân số hiện tại không được biết, dù theo một số ước tính có 45.000 người Ossetia và 17.500 Gruzia ở Nam Ossetia năm 2007. Ở thời điểm tháng 8 năm 2008 hơn 70% công dân Nam Ossetia có quốc tịch Nga.
|               | Điều tra dân số năm 1926 | Điều tra dân số năm 1939 | Điều tra dân số năm 1959 | Điều tra dân số năm 1970 | Điều tra dân số năm 1979 | Điều tra dân số năm 1989 |
| ------------- | ------------------------ | ------------------------ | ------------------------ | ------------------------ | ------------------------ | ------------------------ |
| Người Ossetia | 60.351 (69.1%)           | 72.266 (68.1%)           | 63.698 (65.8%)           | 66.073 (66.5%)           | 65.077 (66.4%)           | 65.200 (66.2%)           |
| Người Gruzia  | 23.538 (26.9%)           | 27.525 (25.9%)           | 26.584 (27.5%)           | 28.125 (28.3%)           | 28.187 (28.8%)           | 28.700 (29.0%)           |
| Người Nga     | 157 (0.2%)               | 2.111 (2.0%)             | 2.380 (2.5%)             | 1.574 (1.6%)             | 2.046 (2.1%)             |                          |
| Người Armenia | 1.374 (1.6%)             | 1.537 (1.4%)             | 1.555 (1.6%)             | 1.254 (1.3%)             | 953 (1.0%)               |                          |
| Người Do Thái | 1.739 (2.0%)             | 1.979 (1.9%)             | 1.723 (1.8%)             | 1.485 (1.5%)             | 654 (0.7%)               |                          |
| Khác          | 216 (0.2%)               | 700 (0.7%)               | 867 (0.9%)               | 910 (0.9%)               | 1.071 (1.1%)             | 5.100 (4.8%)             |
| Total         | 87.375                   | 106.118                  | 96.807                   | 99.421                   | 97.988                   | 99.000                   |

Tôn giáo ở Nam Ossetia gồm Chính thống giáo Đông phương, Hồi giáo Sunni

## Kinh tế
Sau một cuộc chiến với Gruzia hồi thập kỷ 1990, Nam Ossetia gặp phải nhiều vấn đề kinh tế. Việc làm và những nguồn cung cấp rất hạn chế. Ngoài ra, Gruzia đã cắt nguồn cung cấp điện cho vùng, việc này buộc chính phủ Nam Ossetia phải lập một đường cáp điện qua Bắc Ossetia. Đa số dân cư sống bằng nông nghiệp tự túc. Nguồn thu kinh tế quan trọng nhất Nam Ossetia có được là việc kiểm soát Đường hầm Roki nối Nga với Gruzia, chính phủ Nam Ossetia được cho là kiếm tới hai phần ba ngân sách từ các khoản thuế hàng hóa đi qua đây. Các quan chức ly khai công nhận rằng Tskhinvali có hơn 60% ngân sách năm 2006 trực tiếp từ chính phủ Nga.
Cuối năm 2006, một chiến dịch chống buôn lậu lớn ở Nam Ossetia được lực lượng U.S. Secret Service và cảnh sát Gruzia tiến hành.
GDP của Nam Ossetian được ước tính khoảng 15 triệu dollar Mỹ (US$ 250 trên đầu người) trong một cuộc nghiên cứu được công bố năm 2002.